# جيري إف. هوف
جيري إف. هوف (بالإنجليزية: Jerry F. Hough)‏ هو مؤرخ أمريكي، ولد في 26 أبريل 1935.